# Uncle from Another World
Uncle from Another World (異世界おじさん?, Isekai ojisan, lett. "Lo zio da un mondo diverso") è un manga scritto e disegnato da Hotondoshindeiru, serializzato sulla rivista ComicWalker di Kadokawa Shoten a partire da giugno 2018, arrivando a 13 volumi tankōbon pubblicati finora.
Un adattamento anime è stato prodotto da AtelierPontdarc e trasmesso da luglio 2022 a marzo 2023 e distribuito a livello internazionale da Netflix.

## Trama
Nel Giappone contemporaneo (2017), Takafumi Takaoka si reca in ospedale per far visita a suo zio, recentemente risvegliato dal coma dopo esser stato investito da un camion 17 anni prima.
Lo zio mostra al nipote di saper usare la magia e spiega che in realtà tutto questo tempo ha vissuto in un altro mondo, chiamato Granbahamal. Dopo le dimissioni dal ricovero Takafumi accoglie a casa sua lo zio. Qui Takafumi viene affiancato dall'amica d'infanzia Sumika Fujimiya nell'aiutare lo zio a reintegrarsi nella società, mentre osservano (tramite un incantesimo dello zio) i suoi ricordi della vita nell'altro mondo e le sue avventure.

## Media

### Manga
La serie è scritta e disegnata da Hotondoshindeiru. Ha iniziato la serializzazione sull'app manga di Kadokawa Shoten e sul sito Web ComicWalker il 29 giugno 2018. A marzo 2025, sono stati pubblicati tredici volumi tankōbon.
In Italia la serie è stata annunciata durante il Lucca Comics & Games 2023 da Panini Comics che la pubblica sotto l'etichetta Planet Manga a partire dal 15 febbraio 2024. La traduzione dei testi è curata da Emilio Martini, mentre il lettering è realizzato da Andrea Renzoni.

#### Volumi
| 1  | 21 novembre 2018 | ISBN 978-4-04-065368-6 | 15 febbraio 2024  | ISBN 978-88-287-7674-1 |
| 1  | Capitoli - Capitoli 1-7 - Capitolo Extra (おまけ?, Omake) |                        |                   |                        |
| 2  | 22 aprile 2019 | ISBN 978-4-04-065707-3 | 21 marzo 2024     | ISBN 978-88-287-8264-3 |
| 2  | Capitoli - Capitoli 8-13 - Capitolo Extra (おまけ?, Omake) |                        |                   |                        |
| 3  | 21 ottobre 2019 | ISBN 978-4-04-064093-8 | 18 aprile 2024    | ISBN 978-88-287-8396-1 |
| 3  | Capitoli - Capitoli 14-18 - Capitolo Extra (おまけ?, Omake) |                        |                   |                        |
| 4  | 23 aprile 2020 | ISBN 978-4-04-064575-9 | 23 maggio 2024    | ISBN 978-88-287-8720-4 |
| 4  | Capitoli - Capitoli 19-22 - Capitolo Extra (おまけ?, Omake) - Capitolo Speciale (特別編?, Tokubetsu-hen)                                                                                     |                        |                   |                        |
| 5  | 23 ottobre 2020 | ISBN 978-4-04-065952-7 | 20 giugno 2024    | ISBN 978-88-287-8899-7 |
| 5  | Capitoli - Capitoli 23-27 - Capitolo Extra (おまけ?, Omake) |                        |                   |                        |
| 6  | 23 giugno 2021 | ISBN 978-4-04-680402-0 | 18 luglio 2024    | ISBN 978-88-287-9148-5 |
| 6  | Capitoli - Capitoli 28-32 - Capitolo Extra (おまけ?, Omake) |                        |                   |                        |
| 7  | 21 febbraio 2022 | ISBN 978-4-04-681123-3 | 29 agosto 2024    | ISBN 978-88-287-9443-1 |
| 7  | Capitoli - Capitoli 33-37.5 - Capitolo Extra (おまけ?, Omake) - Capitolo Speciale (特別編?, Tokubetsu-hen)                                                                                   |                        |                   |                        |
| 8  | 20 agosto 2022 | ISBN 978-4-04-681684-9 | 26 settembre 2024 | ISBN 978-88-287-9694-7 |
| 8  | Capitoli - Capitoli 38-43 - Capitolo Extra (おまけ?, Omake) - Capitolo Speciale (特別編?, Tokubetsu-hen)                                                                                     |                        |                   |                        |
| 9  | 22 marzo 2023 | ISBN 978-4-04-682358-8 | 17 ottobre 2024   | ISBN 979-12-21900-64-4 |
| 9  | Capitoli - Capitoli 44-47 - Capitolo Extra (番外編?, Bangai-hen) - Capitolo Speciale (特別編?, Tokubetsu-hen) - Bonus (おまけ?, Omake)                                                       |                        |                   |                        |
| 10 | 22 settembre 2023 | ISBN 978-4-04-682881-1 | 21 novembre 2024  | ISBN 979-12-21902-29-7 |
| 10 | Capitoli - Capitoli 48-52 - Capitolo Speciale (番外編?, Bangai-hen) - Bonus (おまけ?, Omake)                                                                                                 |                        |                   |                        |
| 11 | 23 marzo 2024 | ISBN 978-4-04-683492-8 | 19 dicembre 2024  | ISBN 979-12-21903-78-2 |
| 11 | Capitoli - Capitoli 53-57 - Capitolo Speciale (番外編?, Bangai-hen) - Bonus (おまけ?, Omake)                                                                                                 |                        |                   |                        |
| 12 | 21 settembre 2024 | ISBN 978-4-04-683997-8 | 20 marzo 2025     | ISBN 979-12-21913-32-3 |
| 12 | Capitoli - Capitoli 58-61 - Capitolo Extra (特別編?, Tokubetsu-hen) - Capitolo Speciale 1 (番外編 1?, Bangai-hen 1) - Capitolo Speciale 2 (番外編 2?, Bangai-hen 2) - Bonus (おまけ?, Omake) |                        |                   |                        |
| 13 | 22 marzo 2025 | ISBN 978-4-04-684695-2 | ottobre 2025      | —                      |
| 13 | Capitoli - Capitoli 62-66 - (番外編?, Bangai-hen) - Extra (おまけ?, Omake) |                        |                   |                        |
| 14 | 22 settembre 2025 | ISBN 978-4-04-685214-4 | —                 | —                      |

### Anime

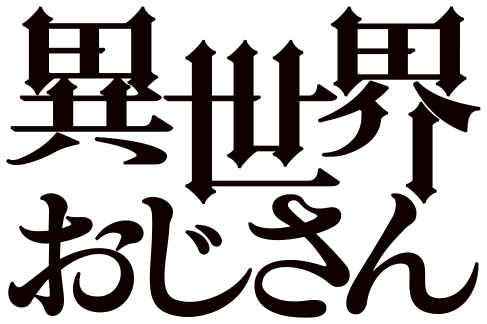
Logo ufficiale della serie anime

L'adattamento anime della serie è stato annunciato il 18 giugno 2021, prodotto da AtelierPontdarc e diretto da Shigeki Kawai, con Kenta Ihara come sceneggiatore, Kazuhiro Oota al character design e Kenichiro Suehiro alla composizione della colonna sonora. La sigla di apertura è Story di Mayu Maeshima, mentre la sigla di chiusura è Ichibanboshi Sonority di Yuka Iguchi. È andato in onda dal 6 luglio 2022 all'8 marzo 2023 su AT-X. La serie è trasmessa in streaming in tutto il mondo, Italia compresa, da Netflix. Il doppiaggio italiano, pubblicato su Netflix il 30 marzo 2023, è stato curato dalla CDC Sefit Group di Roma sotto la direzione di Silvia Ferri e l'assistenza di Veronica Ruggiero. L'adattamento dei dialoghi del'edizione italiana sono stati effettuati da Ludovica Doni (ep. 1-2) e Anaïs Pain (ep. 3-13). Il mixing è stato effettuato da Marco Meloni.
A partire dall'episodio 5 la serie ha subito vari ritardi e posticipi irregolari a causa della pandemia di COVID-19, prolungando la pubblicazione degli episodi fino a marzo 2023.

#### Episodi
| Nº | Titolo italiano Giapponese 「Kanji」 - Rōmaji | In onda          | In onda       |
| Nº | Titolo italiano Giapponese 「Kanji」 - Rōmaji | Giapponese       | Italiano      |
| 1  | Dopo 17 lunghi anni, finalmente sono tornato dal mondo fantastico di Granbahamal! 「異世界グランバハマルに１７年いたがようやく帰ってきた、ぞ」 - Isekai Guranbahamaru ni jūnananen ita ga yōyaku kaettekita, zo | 6 luglio 2022    | 30 marzo 2023 |
| 2  | "Guardian Heroes" doveva essere primo in classifica! 「１位「ガーディアンヒーローズ」だろぉおおお！」 - Ichii "Gādian Hīrōzu" darō!                                                                             | 13 luglio 2022   | 30 marzo 2023 |
| 3  | Sono tuo... tua zia, tesoro 「叔父がいるなら叔母もいるものです、わ」 - Tsurai naka omae ga ite, sasaete kurete yokatta                                                                                          | 20 luglio 2022   | 30 marzo 2023 |
| 4  | Mi hai aiutato nei momenti difficili 「つらい中お前がいて、支えてくれてよかった」 - Oji ga iru nara oba mo iru mono desu, wa                                                                                    | 27 luglio 2022   | 30 marzo 2023 |
| 5  | A proposito, una volta mi hanno quasi ucciso 「そういや俺、「暗殺」されかけたことあるな」 - Sōiya ore, "ansatsu" sarekaketa koto aru na                                                                         | 17 agosto 2022   | 30 marzo 2023 |
| 6  | Mi hanno buttato in un seminterrato tra i fenomeni da baraccone… 「こうして俺は見世物小屋の地下にぶち込まれたんだが…」 - Kōshite ore wa misemonogoya no chika ni buchikomaretan da ga…                          | 24 agosto 2022   | 30 marzo 2023 |
| 7  | Come vedi, i videogiochi SEGA sono utili nella vita di tutti i giorni! 「見てのとおりＳＥＧＡのゲームは人生の役に立つんだ！」 - Mite no tōri Sega no Gēmu wa jinsei no yakunitatsunda!                          | 31 agosto 2022   | 30 marzo 2023 |
| 8  | Sono sopravvissuto trasformandomi nell'essere più potente che conosco 「俺の知る最強の生物に変身して切り抜けたんだ」 - Ore no shiru saikyō no seibutsu ni henshin shite kirinuketanda                           | 24 novembre 2022 | 30 marzo 2023 |
| 9  | La magia ha un prezzo e lo spirito del ghiaccio è venuto a riscuotere 「氷の精霊がクーラー魔法の対価を要求してるんだよ」 - Kōri no seirei ga kūrā mahō no Taika o yōkyū shiterun da yo                          | 1º dicembre 2022 | 30 marzo 2023 |
| 10 | La cortesia arriva solo quando vieni visto come una persona 「礼節は…人であると認められてからだ」 - Reisetsu wa...hito de aru to mitomerarete kara da                                                           | 8 dicembre 2022  | 30 marzo 2023 |
| 11 | N-no, non stavo guardando niente di sconcio… 「ち、違うぞ、これはエッチなのを見たからじゃなく…」 - Chi, chigau zo, kore wa etchi nano o mita kara ja naku…                                                      | 15 dicembre 2022 | 30 marzo 2023 |
| 12 | I nomi sono importanti, me l'ha detto lui/lei 「名前は大事だ、あいつもそう言っていた」 - Namae wa daiji da, aitsu mo sō itteita                                                                                 | 22 dicembre 2022 | 30 marzo 2023 |
| 13 | È merito vostro 「みんなのおかげだ、ありがとう」 - Minna no okage da, arigatō | 8 marzo 2023     | 30 marzo 2023 |